# 怡安中心 (芝加哥)
怡安中心（英語：Aon Center）是怡安集團（Aon Corporation）總部大楼之一，位於美國芝加哥。竣工時為芝加哥第一高樓，翌年被西爾斯大樓取代，目前位居第四。大樓的高度達346.3米，並沒有任何天線。大樓呈長方形，使用白色的麻石覆面。於1990至1992年間，大樓外牆大規模修建，修建工程是把原有43,000塊的雲石，重新更換名為「Mt.Airy」的兩吋厚麻石片，其修建費用達8,000萬美元。
大樓前名是標準石油大廈，當時的業權者標準石油公司（The Standard Oil Company）興建這棟大樓的目的是要建立新的總部大樓，以取代位於南密歇根街（South Michigan Avenue）的舊總部大樓。公司後來於1985年更名為Amoco石油後，大廈亦易名為Amoco大廈。1998年，Amoco石油將大廈售予黑石集團（The Blackstone Group），大廈於1999年12月30日易名為怡安中心。2003年5月，威爾士地產發展公司（Wells Real Estate Investment Trust, Inc.）以4億7,500萬美元，從黑石集團收購了怡安中心。 